# Richard Schöberlein
Franz Richard Schöberlein (* 7. Mai 1883 in Arlas; † 3. Juni 1945 in Birkenhügel) war ein deutscher Politiker (USPD).

## Leben
Schöberlein war evangelisch-lutherischer Konfession und verheiratet. Er machte eine Maurerlehre und arbeitete als Maurer und später als Landwirt in Lerchenhügel (heute Birkenhügel) bei Frössen. Er war Kriegsteilnehmer im Ersten Weltkrieg und Kriegsinvalide.
Nach der Novemberrevolution wurde er zum 17. Februar 1919 für die USPD in den Landtag Reuß jüngerer Linie gewählt. Als Abgeordneter wurde er Mitglied des vereinigten Landtages des Volksstaates Reuß. Am 1. Mai 1920 schlossen sich der Volksstaat Reuß und sechs weitere thüringische Kleinstaaten zum Land Thüringen zusammen. Damit wandelte sich der Reußer Landtag in eine Gebietsvertretung. Auch dieser gehörte er auch noch nach der Verkleinerung der Gebietsvertretung bis zum 31. März 1923 an.
Er war Mitglied im Gemeinderat in Lerchenhügel.